# 10Base5

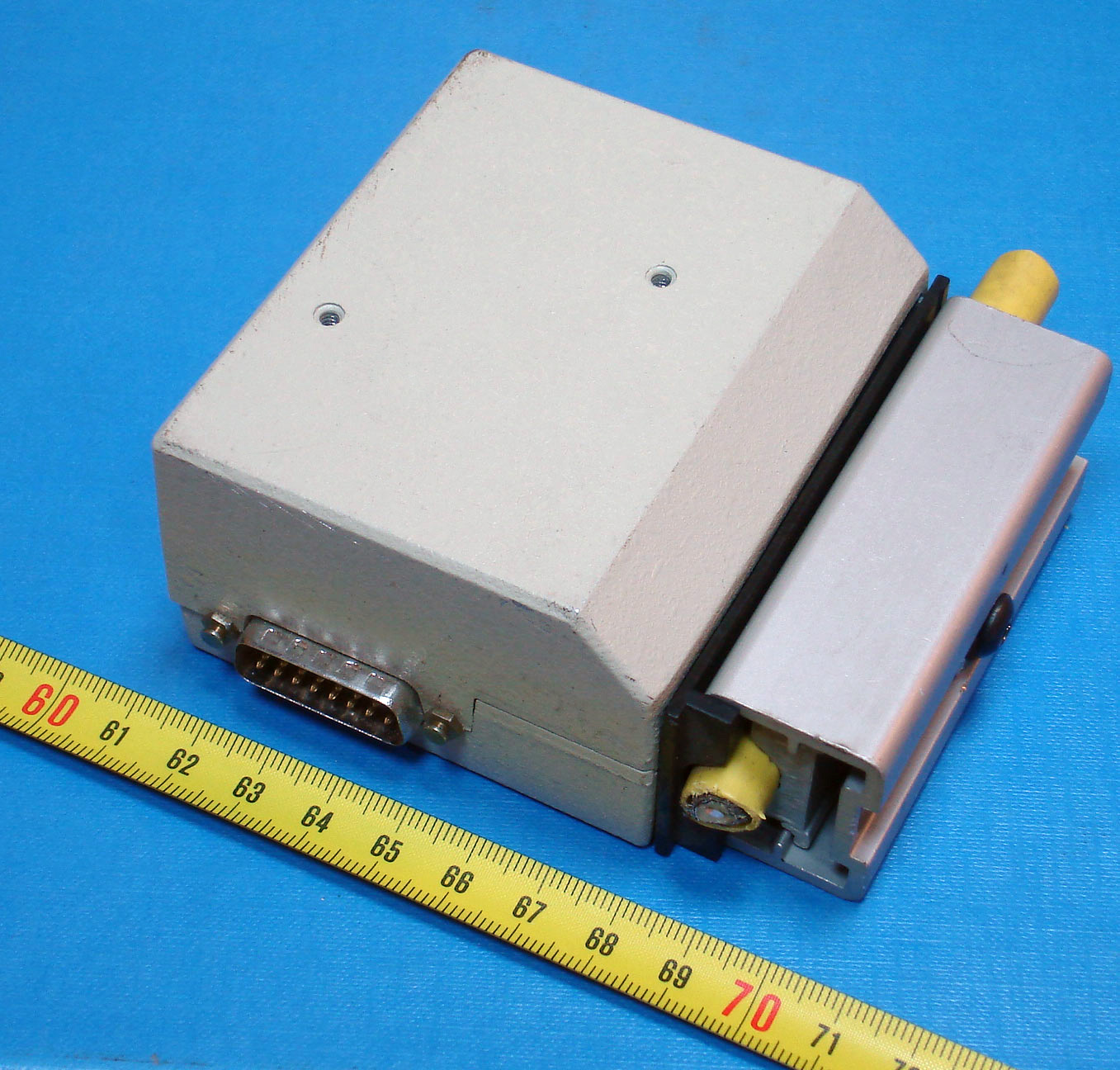
Spina a vampiro di un transceiver 10BASE-5

La 10Base5 (conosciuta anche come thick Ethernet o thicknet) è una specifica di livello fisico dello standard IEEE 802.3 per l'implementazione di reti LAN, caratterizzata da velocità di trasmissione di 10 Mbps in banda base e da segmenti di cavo elettrico di lunghezza non superiore ai 500 metri.
Lo standard 10Base5 è stato sostituito da alternative molto più economiche e convenienti: prima dal 10Base2 basato su un cavo coassiale più sottile, e poi, una volta sviluppato lo standard Ethernet su doppino ritorto, dal 10Base-T e dai suoi successori 100Base-TX e 1000Base-T. Nel 2003, il gruppo di lavoro IEEE 802.3 ha deprecato il 10Base5 per le nuove installazioni.

## Origini del nome
Il nome 10BASE5 deriva da diverse caratteristiche del supporto fisico. Il 10 si riferisce alla sua velocità di trasmissione di 10 Mbit/s. BASE è l'abbreviazione di segnalazione in banda base (al contrario di banda larga) mentre 5 indica la lunghezza massima del segmento di 500 metri.

## Caratteristiche
Utilizza cavo coassiale RG-8, in una topologia a bus. L'RG-8 è un cavo piuttosto rigido e pesante, ma consente di collegare fino a 100 stazioni per segmento. Le stazioni sono collegate con la scheda di rete tramite la porta AUI a sua volta collegata ad un dispositivo detto transceiver (o MAU), fissato al cavo tramite ingombranti e scomode spine a vampiro, che forano le guaine plastiche del cavo fino a raggiungerne il cuore. Il transceiver converte i bit in uscita da una stazione in impulsi nel cavo, e viceversa. Tratti più lunghi possono essere ottenuti attraverso l'uso di dispositivi di ritrasmissione detti repeater, che amplificano il segnale in arrivo da un segmento e lo ritrasmettono su quello successivo. Non è però possibile collegare più di quattro segmenti consecutivi.
Ormai questo tipo di implementazione non viene più installato da anni.